# Saxton Pope
Saxton Temple Pope (* 4. September 1875 in Fort Stockton Texas; † 8. August 1926) war ein US-amerikanischer Bogenschütze.
Im Jahre 1973 wurde er in die Archery Hall of Fame aufgenommen.

## Leben
Saxton Pope studierte an der University of California und wurde dort 1899 zum Doktor der Medizin promoviert. Am 29. August 1911 begab sich Ishi, der letzte Indianer der Yahi, in die Hände der Weißen. Nachdem Pope 1912 die Bekanntschaft des Indianers gemacht und dessen Vertrauen erworben hatte, wurde er von diesem in den indianischen Methoden des Jagens und des Bogenbaues unterwiesen.
Nach dem Tod von Ishi unternahm Pope zusammen mit seinem Freund Art Young verschiedene Jagdreisen zur Trophäenjagd, auf denen sie unter anderem Grizzlybären und anderes Wild erlegten. Zusammen mit Young war er ein Pionier der modernen Bogenjagd in den USA.
Pope starb 1926 nach der Rückkehr aus Afrika an einer Lungenentzündung.